# Nancy Marchand
Nancy Marchand (ur. 19 czerwca 1928 w Buffalo, zm. 18 czerwca 2000 w Stratford, Connecticut) – amerykańska aktorka.
Urodziła się w Buffalo w stanie Nowy Jork. Znana m.in. dzięki roli Livii Soprano w serialu Rodzina Soprano za którą była nominowana do nagrody Emmy. Zagrała tam matkę głównego bohatera, Tony’ego Soprano.
Marchand przez wiele lat grała na Broadwayu i w telewizji. Ale zagrała także w kilku znanych filmach.
Była nałogowym palaczem, co było przyczyną jej śmierci. Zmarła na dzień przed swoimi 72 urodzinami na rozedmę i raka płuc. Z powodu jej śmierci autorzy scenariusza do serialu Rodzina Soprano musieli zmienić wiele wątków. Jej mąż, także aktor, Paul Sparer zmarł na raka w 1999, niedługo przed nią. Miała troje dzieci.

## Filmografia
- Wieczór kawalerski (1957)
- Ja, Natalia (1969)
- Szpital (1971)
- Po upadku (1974)
- Willa (1979)
- Some Kind of Miracle (1979)
- Walka o złoto (1980)
- Killjoy (1981)
- Bostończycy (1984)
- Północ – Południe II (1986)
- Strzał z biodra (1987)
- Naga broń: Z akt Wydziału Specjalnego (1988)
- Odnaleźć siebie (1991)
- Czacha dymi (1992)
- Jefferson w Paryżu (1995)
- Sabrina (1995)
- Rodzina Soprano (1999-2000)